# 廊田河
廊田河，流经中国湖南省南部和广东省北部，是武江左岸支流，发源于湖南省汝城县小垣瑶族镇境内的白云仙，向南流经广东省乐昌市五山镇和廊田镇，最后于长来镇东南汇入武江。河长51千米，河道平均比降9.95‰，流域面积365平方千米。年均径流量2.92亿立方米。干流于廊田镇沙洲村以上两岸山高林密，落差大，河窄水急；沙洲村一下河面渐宽，水浅流缓，两岸为丘陵或河谷小台地